# 埃尔帕洛阿尔托

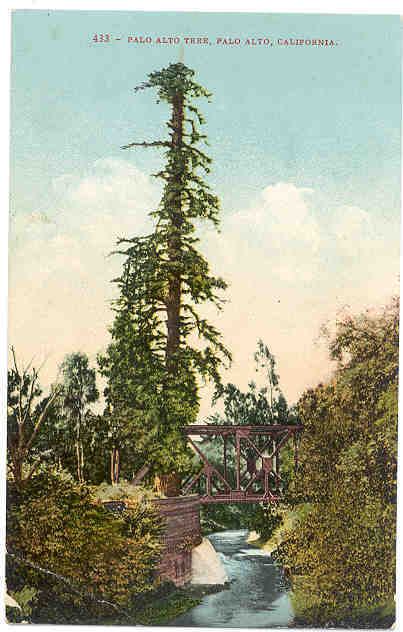
大约1910年时的“埃尔帕洛阿尔托”。当时这棵树的健康状况相对较差，这是由于燃煤动力的火车产生的烟尘造成的，从它相对稀薄的树冠就可以看出

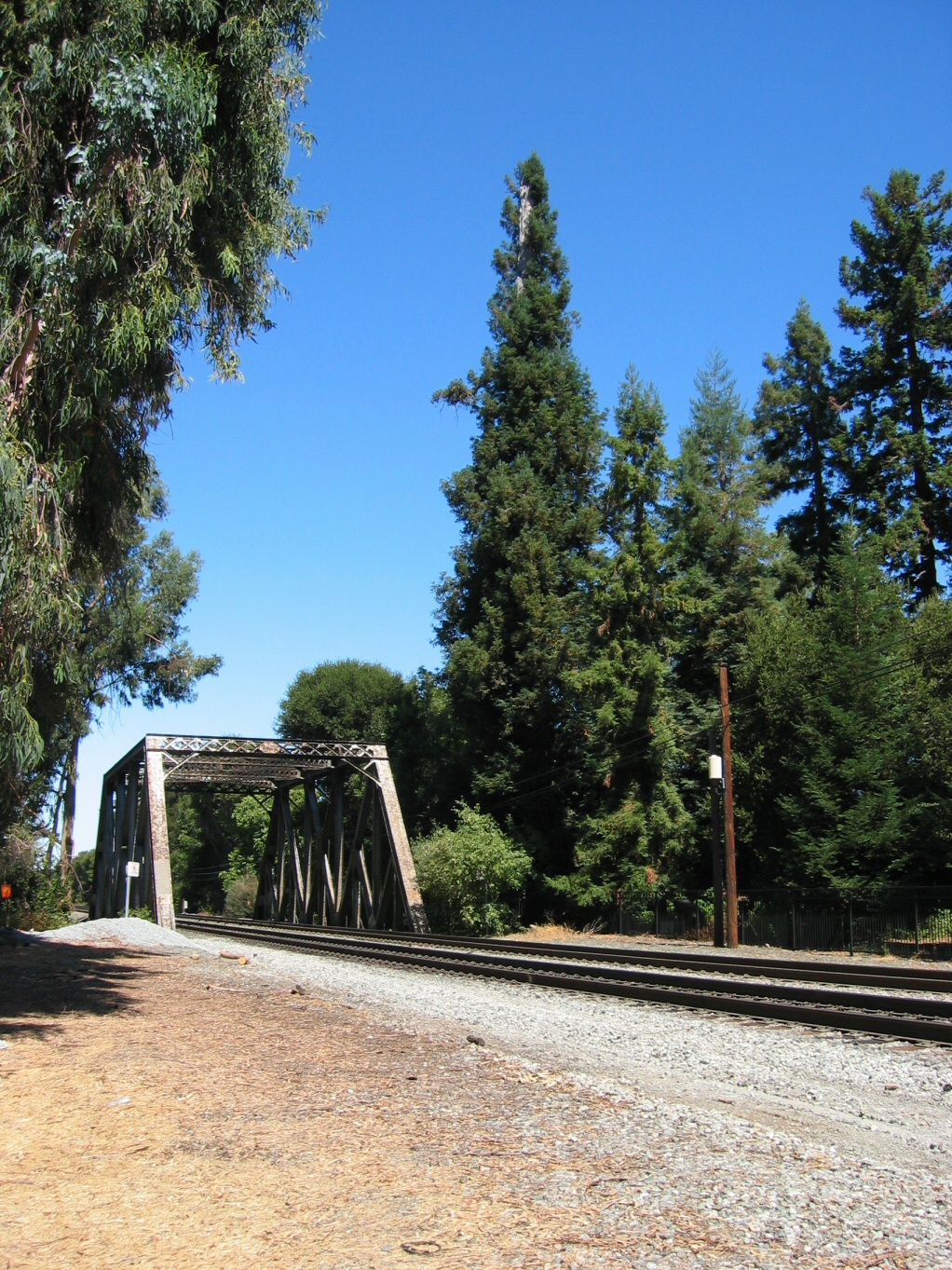
今日之埃尔帕洛阿尔托

“埃尔帕洛阿尔托”（西班牙語：El Palo Alto，在西班牙语中的意思是“长柱或立柱、长棍”）是一棵生长于美国加利福尼亚州帕洛阿尔托的同名公园（埃尔帕洛阿尔托公园）中的红杉树，位于小圣弗朗西斯科溪畔。它以其历史意义和作为帕洛阿尔托城的得名由来而闻名。
1951年時，此樹的高度為134.6英尺（41.0米）。1999年時，此樹高度已降至110英尺（34米）。喬治·胡德 (George Hood) 於1955年測量此樹年輪，確定該樹成長於公元940年。